# Kufstein (district)
Het district Kufstein is een van de acht bestuursdistricten waarin de Oostenrijkse deelstaat Tirol is onderverdeeld. In het noorden grenst het aan de Duitse deelstaat Beieren en wel aan de districten Miesbach en Rosenheim. In het zuidwesten grenst het aan het Tiroolse district Schwaz, in het zuidoosten aan Kitzbühel.

## Geografie
In het district ligt het laagst gelegen deel van het Unterinntal tot aan de grens met Beieren, met haar zijdalen Alpbachtal, Brandenberger Tal, Wildschönauer Tal en het Thierseetal. Het gebied Untere Schranne wordt al tot de Beierse Hoogvlakte gerekend. In het district liggen delen van de Brandenberger Alpen, Kitzbüheler Alpen en het Kaisergebergte. In het gebied zijn meerdere meren te vinden: de Reintaler Seen, de Thiersee, de Hechtsee, de Hintersteiner See en de Walchsee.

## Gemeenten
In het district liggen drie steden (Kufstein, Rattenberg en Wörgl) en twee marktgemeenten (Brixlegg en Kundl).
De volgende dertig gemeenten behoren tot het district Kufstein:
- Alpbach (2549)
- Angath (950)
- Angerberg (1664)
- Bad Häring (2325)
- Brandenberg (1523)
- Breitenbach am Inn (3152)
- Brixlegg (2838)
- Ebbs (4976)
- Ellmau (2600)
- Erl (2415)
- Kirchbichl (5149)
- Kramsach (4485)
- Kufstein (16.281)
- Kundl (3857)
- Langkampfen (3567)
- Mariastein (271)
- Münster (2770)
- Niederndorf (2505)
- Niederndorferberg (671)
- Radfeld (2132)
- Rattenberg (434)
- Reith im Alpbachtal (2662)
- Rettenschöss (433)
- Scheffau am Wilden Kaiser (1300)
- Schwoich (2200)
- Söll (3454)
- Thiersee (2712)
- Walchsee (2042)
- Wildschönau (4156)
- Wörgl (12.020)